# Benedito Roberto

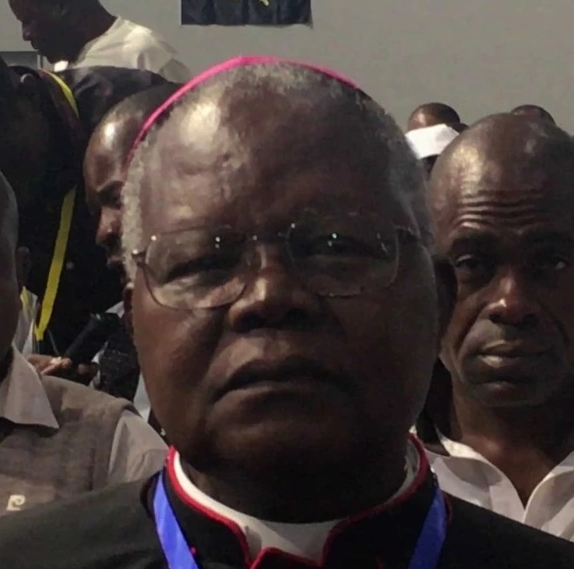
Benedito Roberto, 2018

Benedito Roberto CSSp (* 5. November 1946 in Mussende; † 8. November 2020 in Malanje) war ein angolanischer Ordensgeistlicher und römisch-katholischer Erzbischof von Malanje.

## Leben
Benedito Roberto trat Ende der 1960er Jahre der Ordensgemeinschaft der Spiritaner bei. Nach seinem Noviziat in Fraião, Portugal, legte er sein erstes Gelübde als geweihter Bruder in Malanje ab. Nach einigen Jahren entschloss er sich, Priester zu werden. Nachdem er das Hauptseminar von Cristo Rei in Huambo besucht hatte, wo er Philosophie und Theologie studierte, empfing er am 18. Oktober 1981 in Malanje die Priesterweihe.
Papst Johannes Paul II. ernannte ihn am 15. Dezember 1995 zum Bischof von Novo Redondo. Die Bischofsweihe spendete ihm der Apostolische Delegat in Angola, Erzbischof Félix del Blanco Prieto, am 25. Februar 1996; Mitkonsekratoren waren Zacarias Kamwenho, Koadjutorerzbischof von Lubango, und Abílio Rodas de Sousa Ribas CSSp, Bischof von São Tomé e Príncipe.
Am 9. Mai 2012 berief ihn Papst Benedikt XVI. zum Erzbischof von Malanje.